# Lipgloss

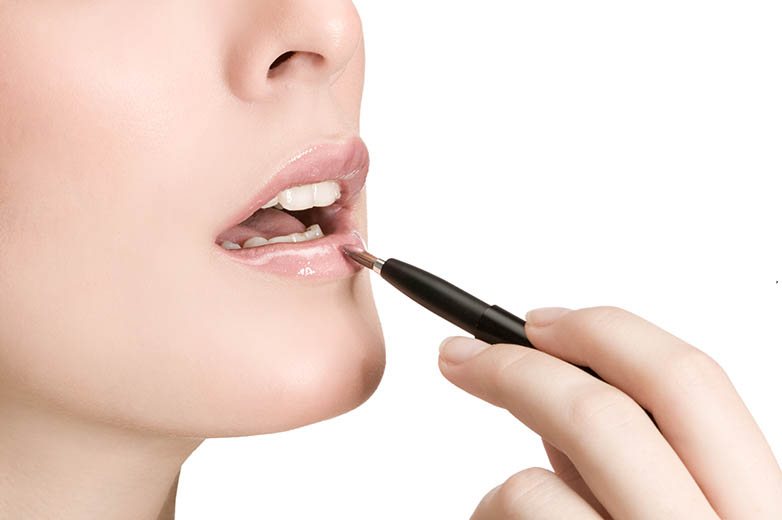
Anwendung von Lipgloss

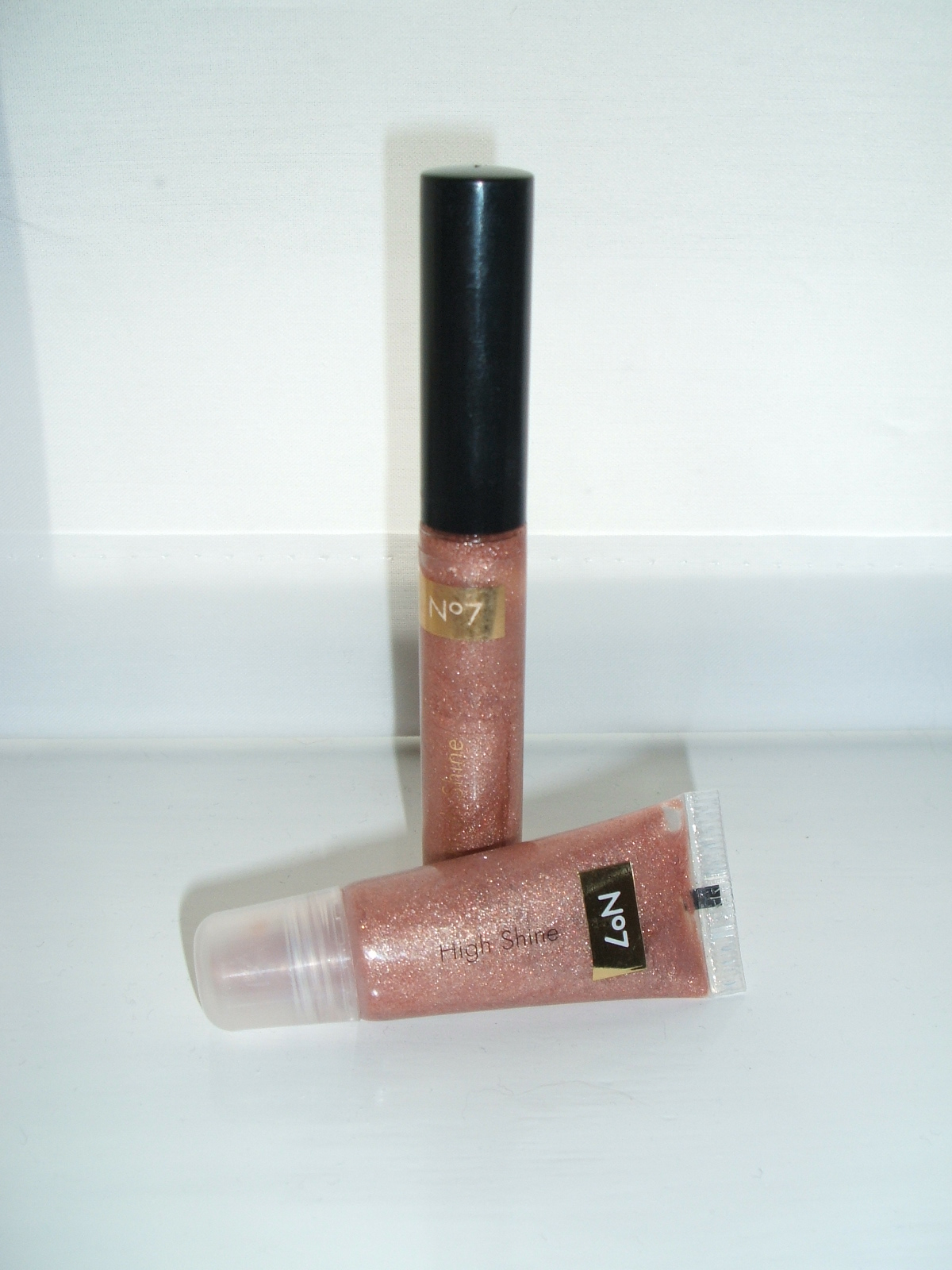
Lipgloss aus der Tube

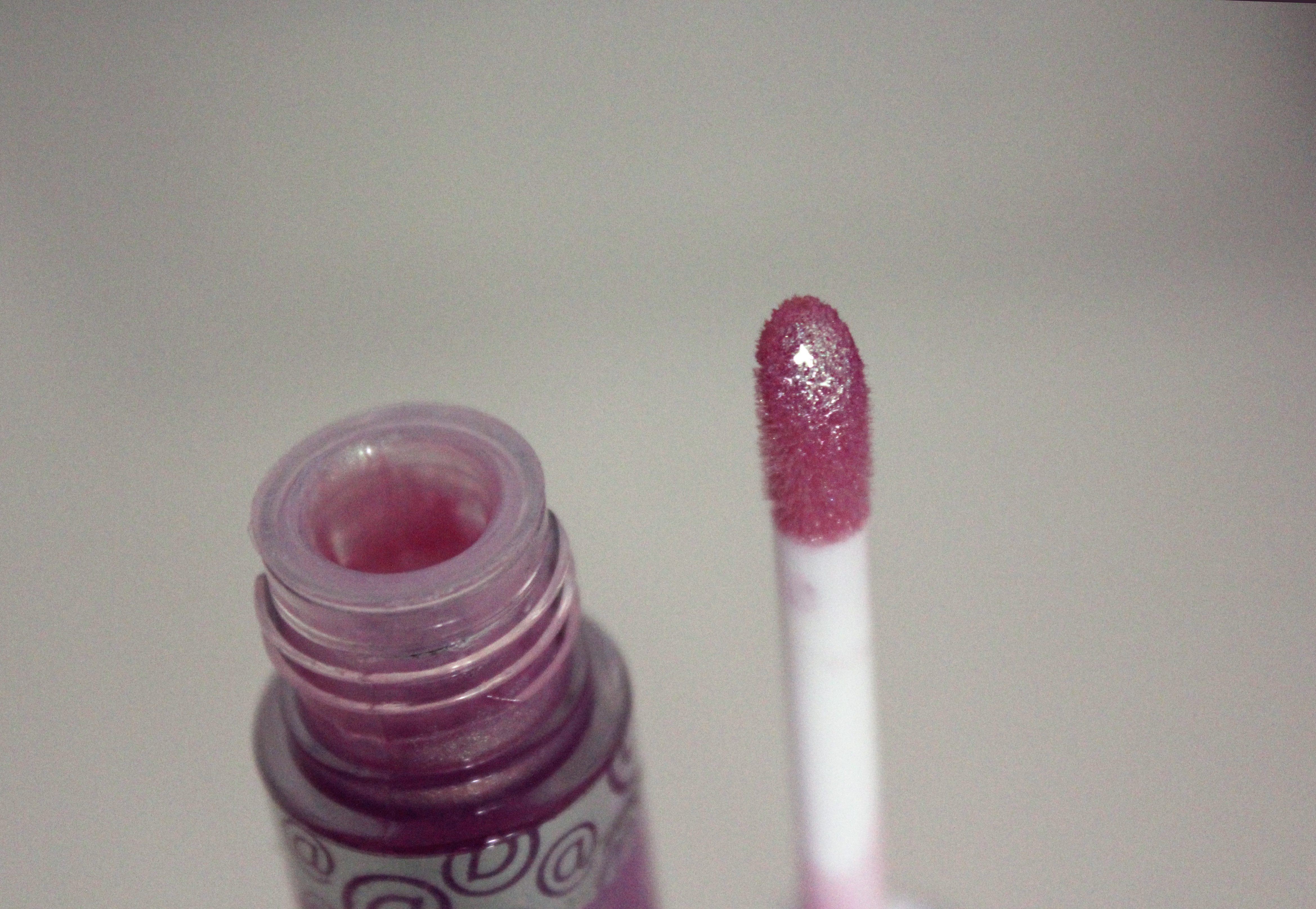
Lipgloss-Applikator

Als Lipgloss (auch Lip gloss, engl. für Lippenglanz) bezeichnet man verflüssigte Make-up-Lippenfarbe. Diese ist oftmals transparent oder durchschimmernd, aber auch mit Glanz- oder Glitzereffekt erhältlich, und wird teils mit Pflegestoffen angereichert. Lipgloss wird von Kosmetikherstellern in diversen Ausführungen, Farben und Aromen angeboten. Jüngere Frauen ziehen Lipgloss oft dem Lippenstift vor, oder nutzen ihn als Einstiegsprodukt in die Kosmetikwelt, da er kulturell mit Jugendlichkeit und Sexualität assoziiert wird. Ältere Frauen tragen ihn gerne, da er kleine Lippenfältchen kaschiert. Im Gegensatz zum herkömmlichen Lippenstift enthält der Lipgloss mit etwa drei Prozent nur etwa ein Viertel der Farbpigmente oder ist transparent.
Lipgloss wird meistens in kleinen Fläschchen mit Applikator oder Pinsel angeboten, aber ebenso in Tuben, Drehstiften, Tiegeln und herkömmlicher Lippenstiftform. Die Konsistenz variiert von flüssig bis klebrig. Es gibt auch Lipgloss mit Kollagen und anderen Stoffen, welche die Lippen voller aussehen lassen sollen.